# Konstantin Kiseleff
Constantin Kiseleff (noté aussi Konstantin Kiseleff) (né le 5 janvier 1834 à Helsinki – mort le 25 janvier 1888 à Helsinki) est un architecte finlandais.

## Biographie
Il est le fils de l'industriel et commerçant Feodor Kiseleff. Il obtient son baccalauréat en 1852. Dans les années 1856–1863 il étudie entre autres en Italie, à Paris et à  Munich. 
Kiseleff est architecte indépendant jusqu'en 1869. En 1869 il est employé comme architecte supplémentaire à la Direction des bâtiments de Finlande. De 1875 à 1886 il est architecte en chef de cette direction. 
Plus tard il fonde avec Elia Heikel  le cabinet d'architectes Heikel & Kiseleff.

## Ouvrages
Konstantin Kiseleff a conçu des bâtiments à Helsinki , Jyväskylä , Nykarleby, Kuopio  et Sortavala. 
Dans les années 1870, il dirige aussi les travaux de restauration d'Olavinlinna.
Voici quelques bâtiments conçus par Konstantin Kiseleff:

### Jyväskylä
- Educa, 1881,
- Fennicum, 1883
- Historica, 1881
- Oppio, 1882
- Maison du jardinier, 1882
- Seminarium, 1883

### Kuopio
- Bâtiment du gouvernement régionial.

### Helsinki
- Annankatu 27, 1897
- Annankatu 13 ,1889
- Oikokatu 3, 1888
- Eerikinkatu 3, 1897
- Chapelle de l'esplanade, 1867
- Eteläesplanadi 8, 1883
- Mannerheimintie 16, 1890
- Eerikinkatu 5, 1881
- Eerikinkatu 14, 1886
- Vironkatu 1, 1884
- Iso Roobertinkatu 3–5–7, 1885
- Iso Roobertinkatu 9, 1887
- Liisankatu 19, 1888
- Lastenkodinkatu 2-10, 1880
- Rahapajankatu 1, 1880
- Uudenmaankatu 36, 1891
- Fredrikinkatu 14, 1890

## Galerie

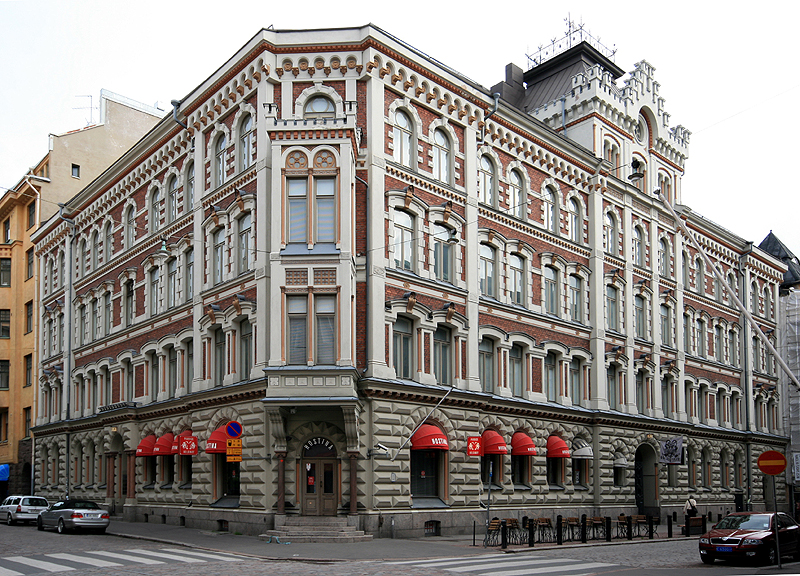
Annankatu 27 Eerikinkatu 3, Helsinki
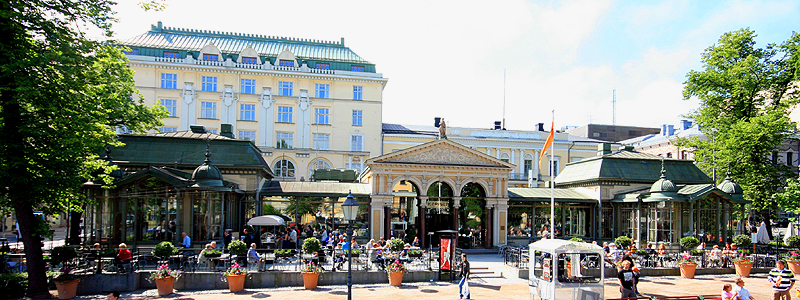
Chapelle de l'esplanade, Helsinki
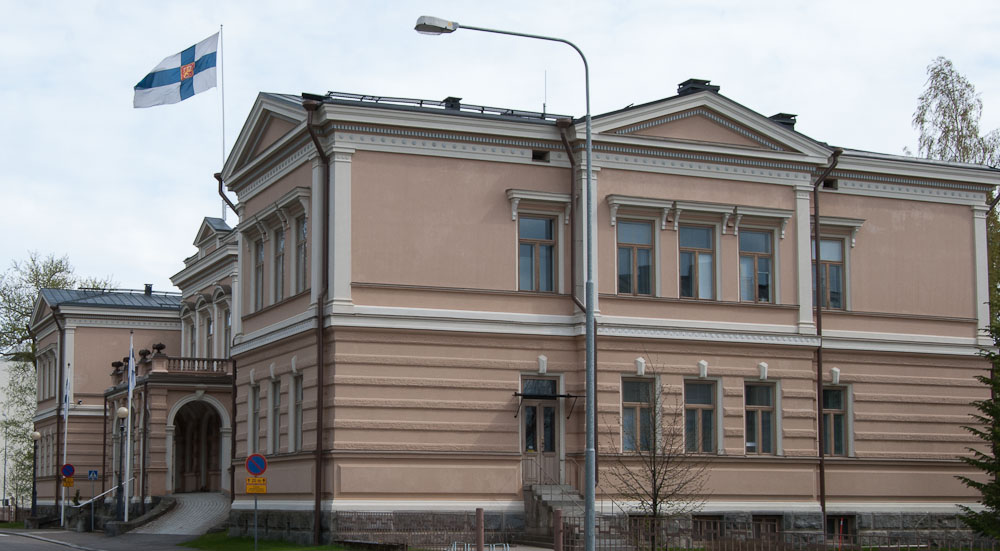
Bâtiment du Gouvernement de Kuopio.
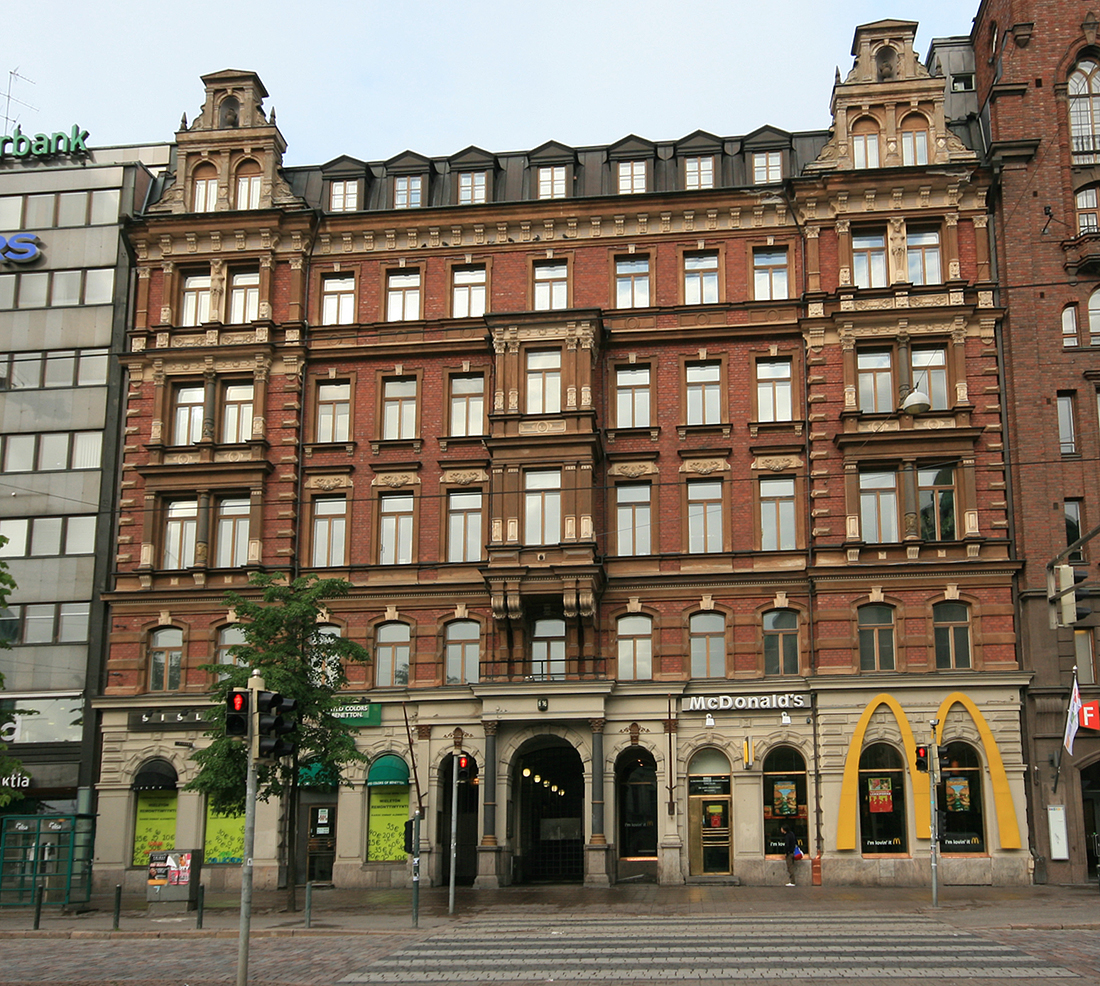
Mannerheimintie 16, Helsinki.
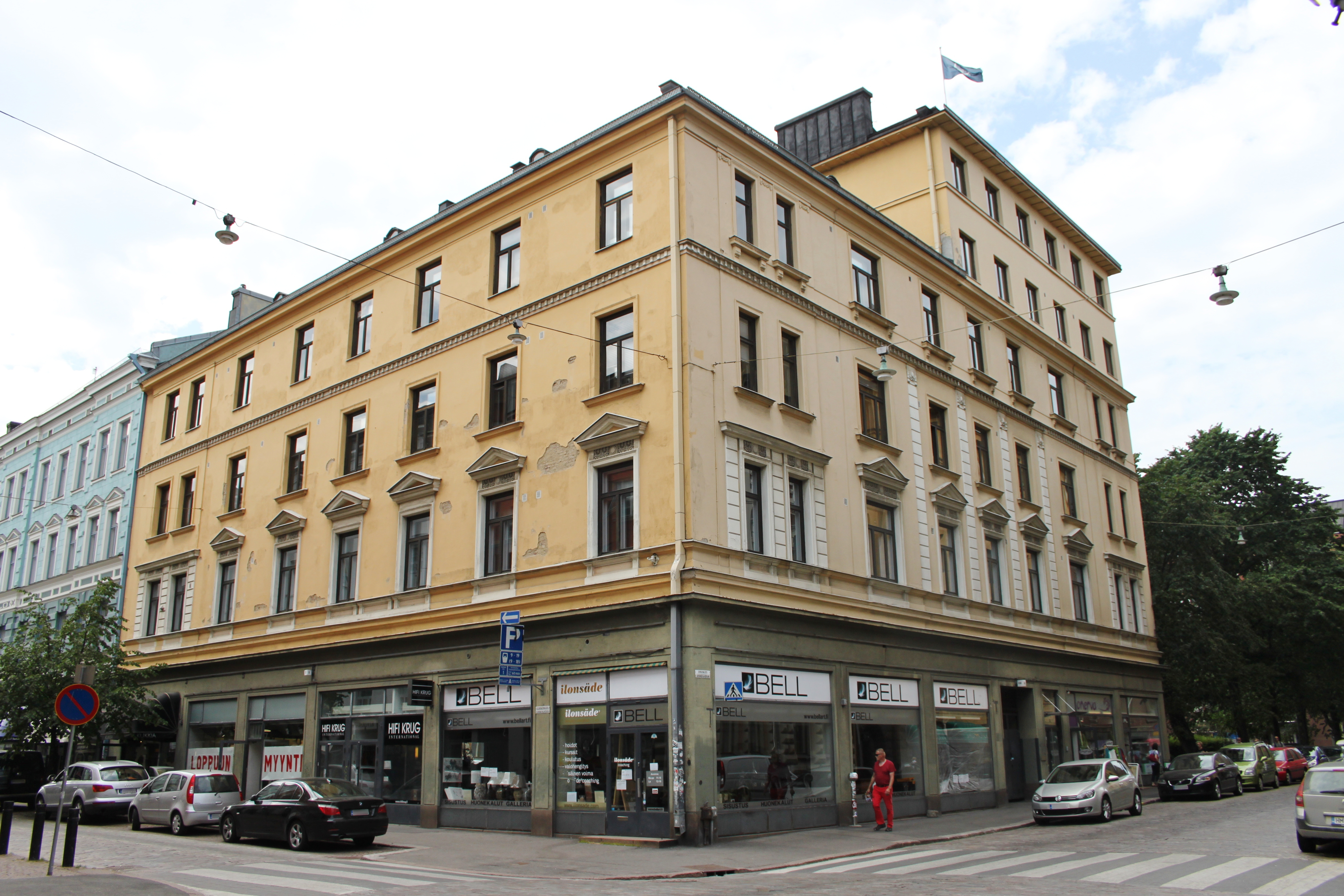
Eerikinkatu 5, Helsinki.
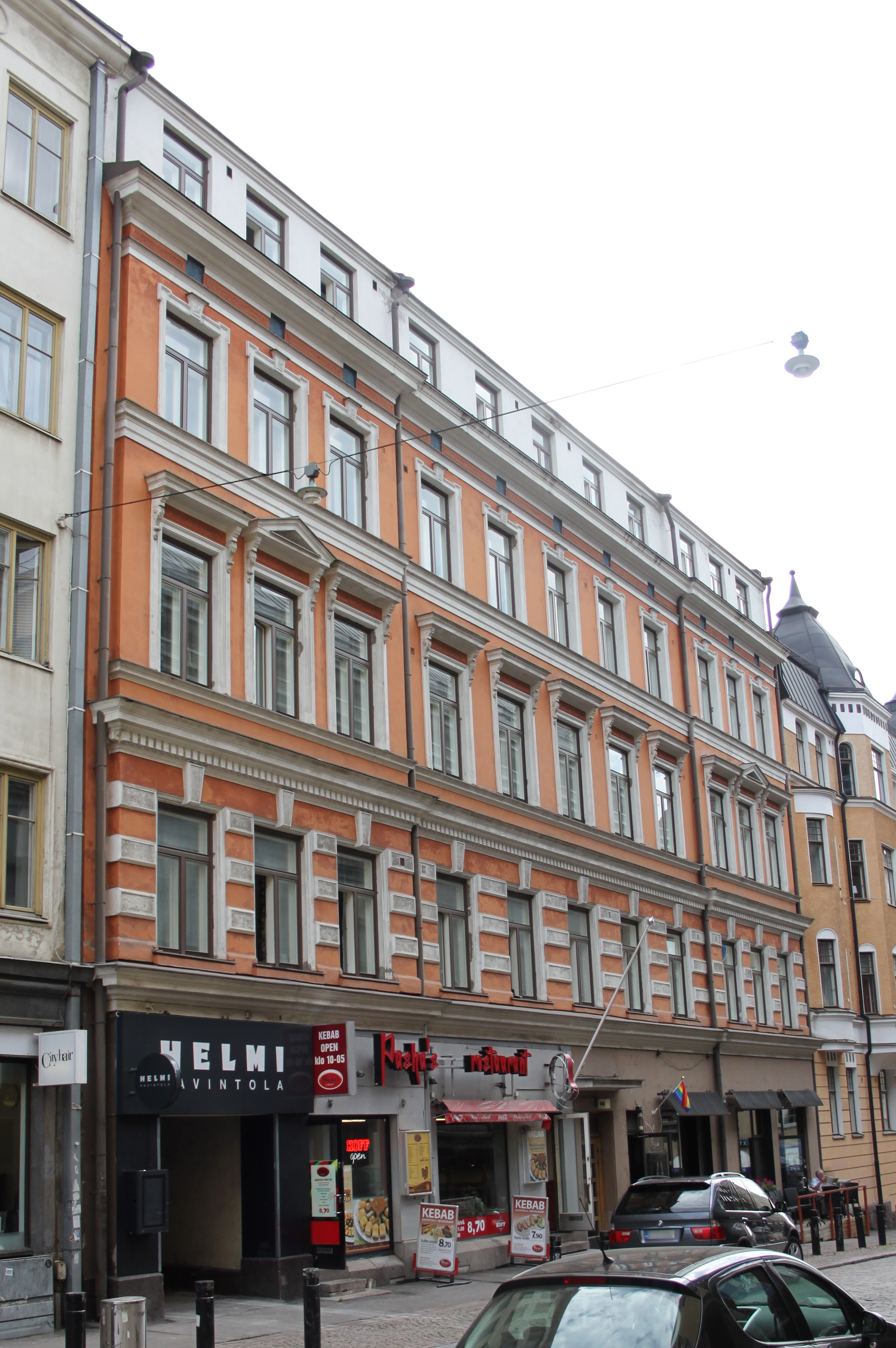
Eerikinkatu 14, Helsinki.
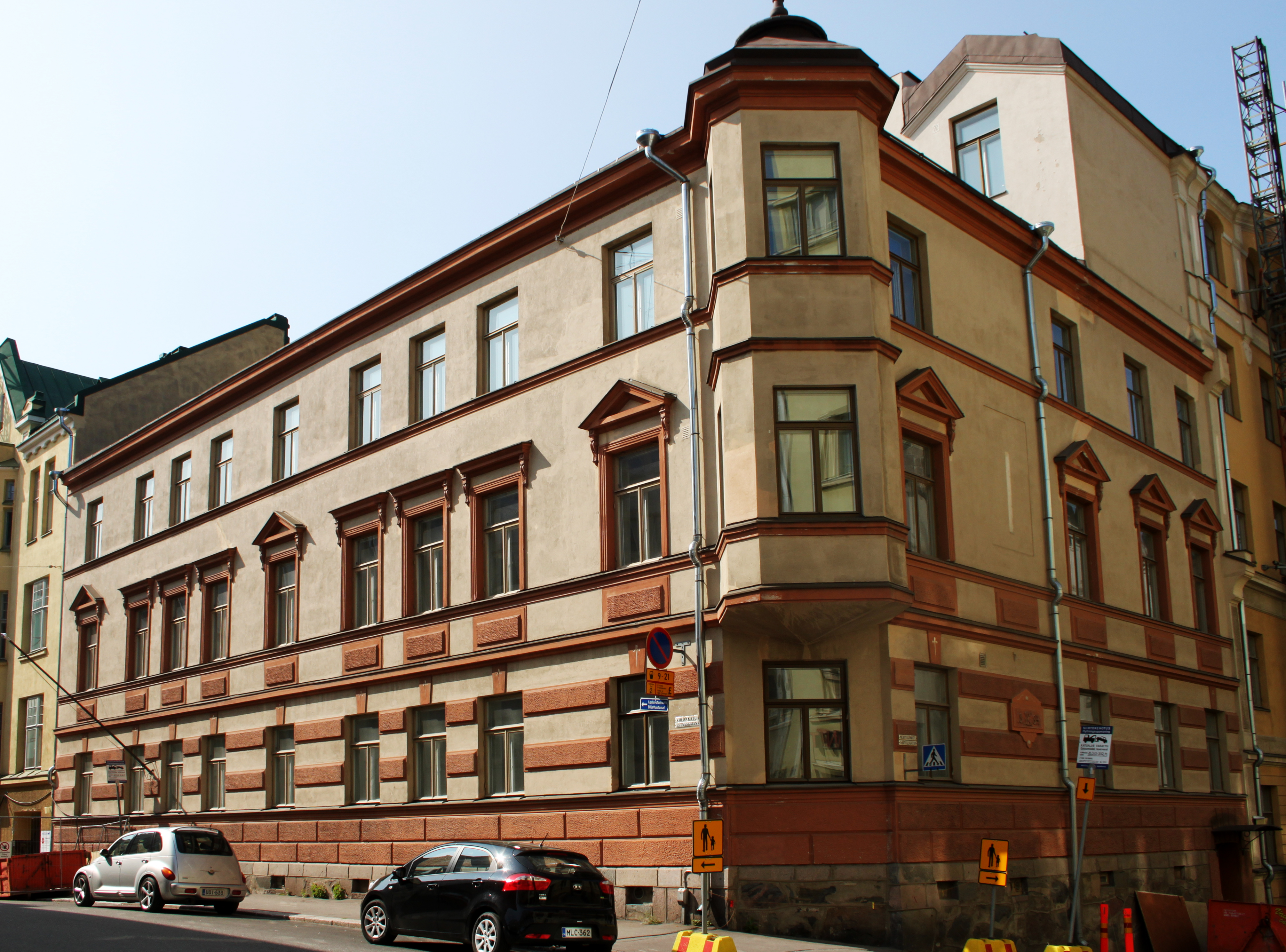
Vironkatu 1, Helsinki.
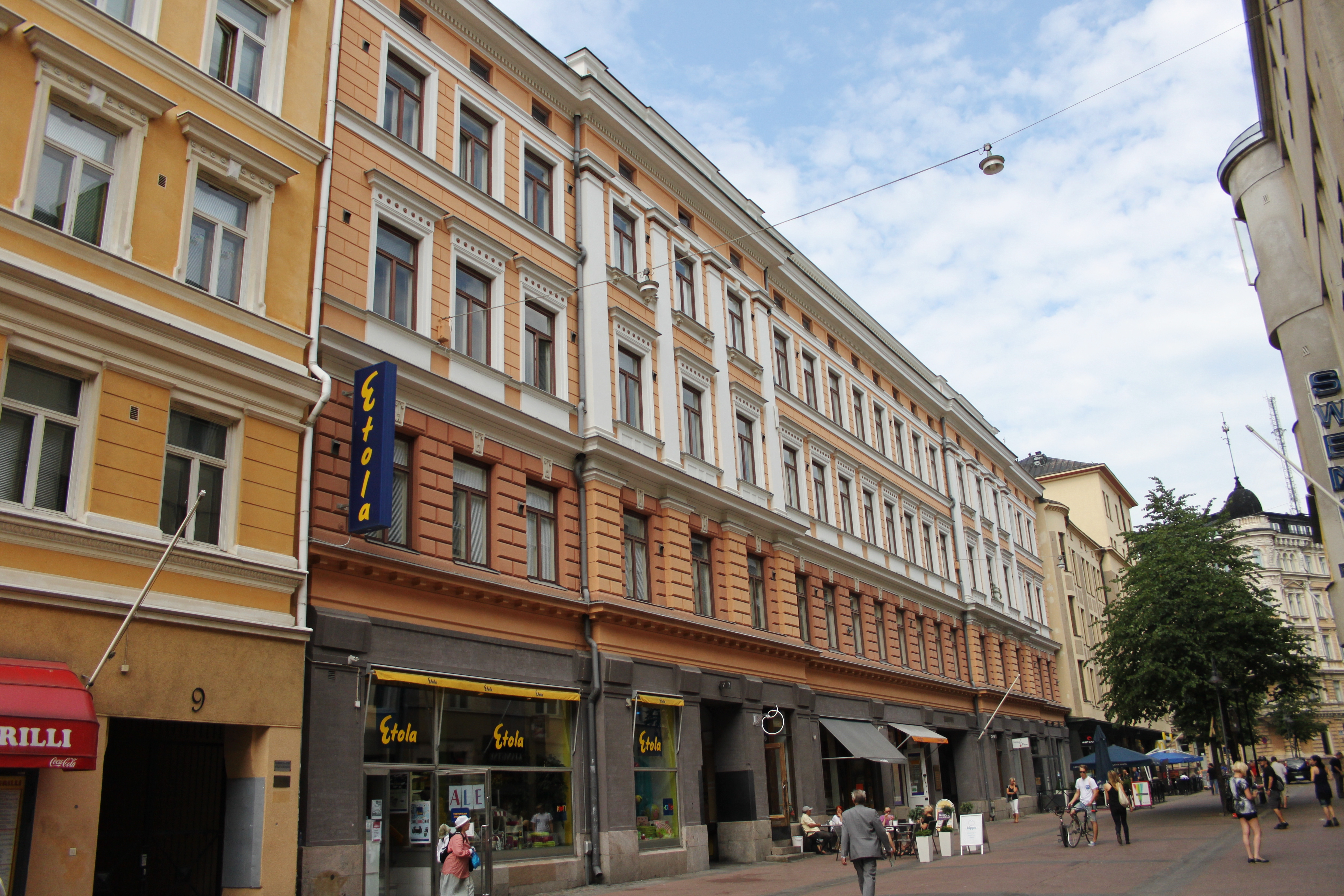
Iso Roobertinkatu 3–5–7, Helsinki.
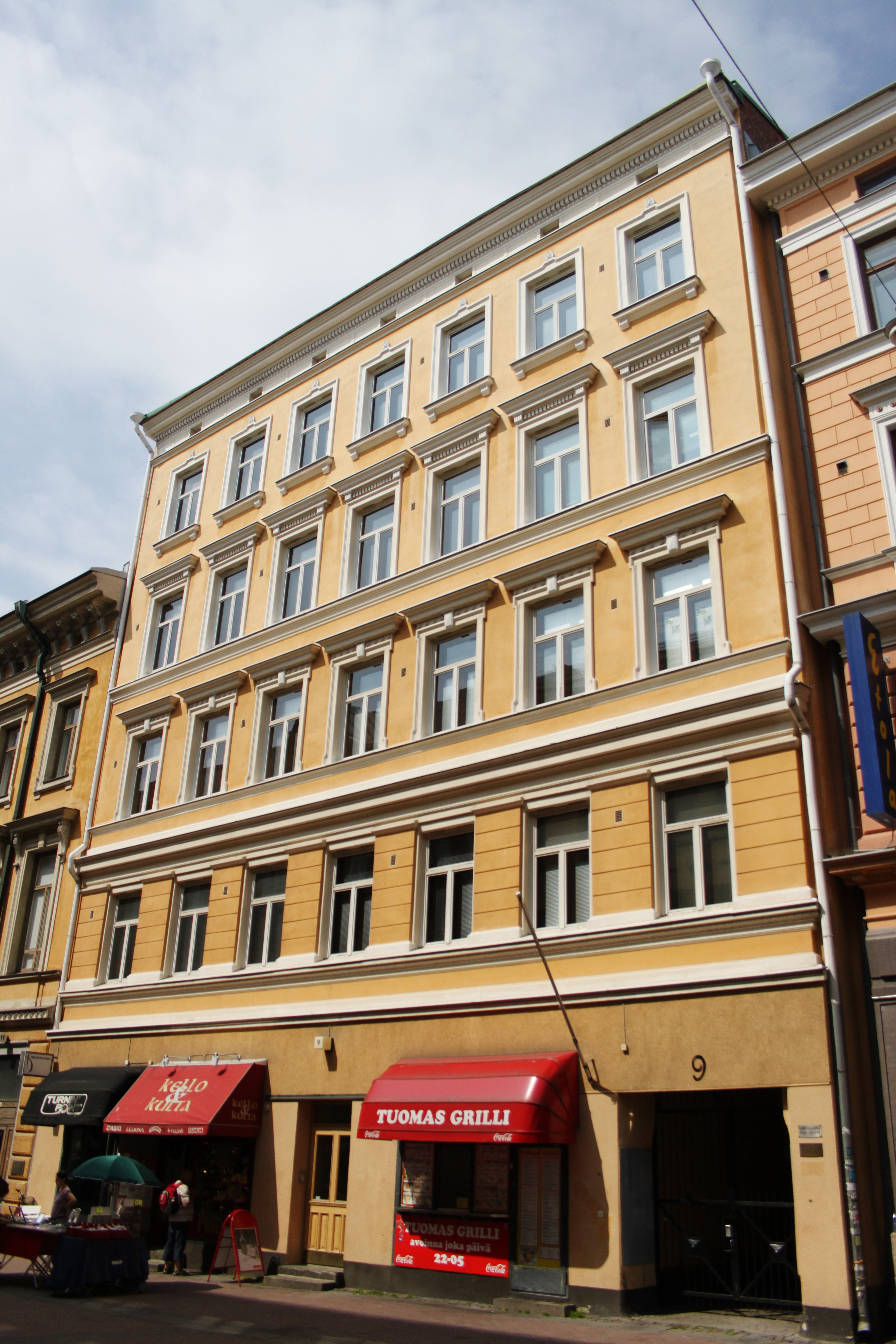
Iso Roobertinkatu 9, Helsinki.
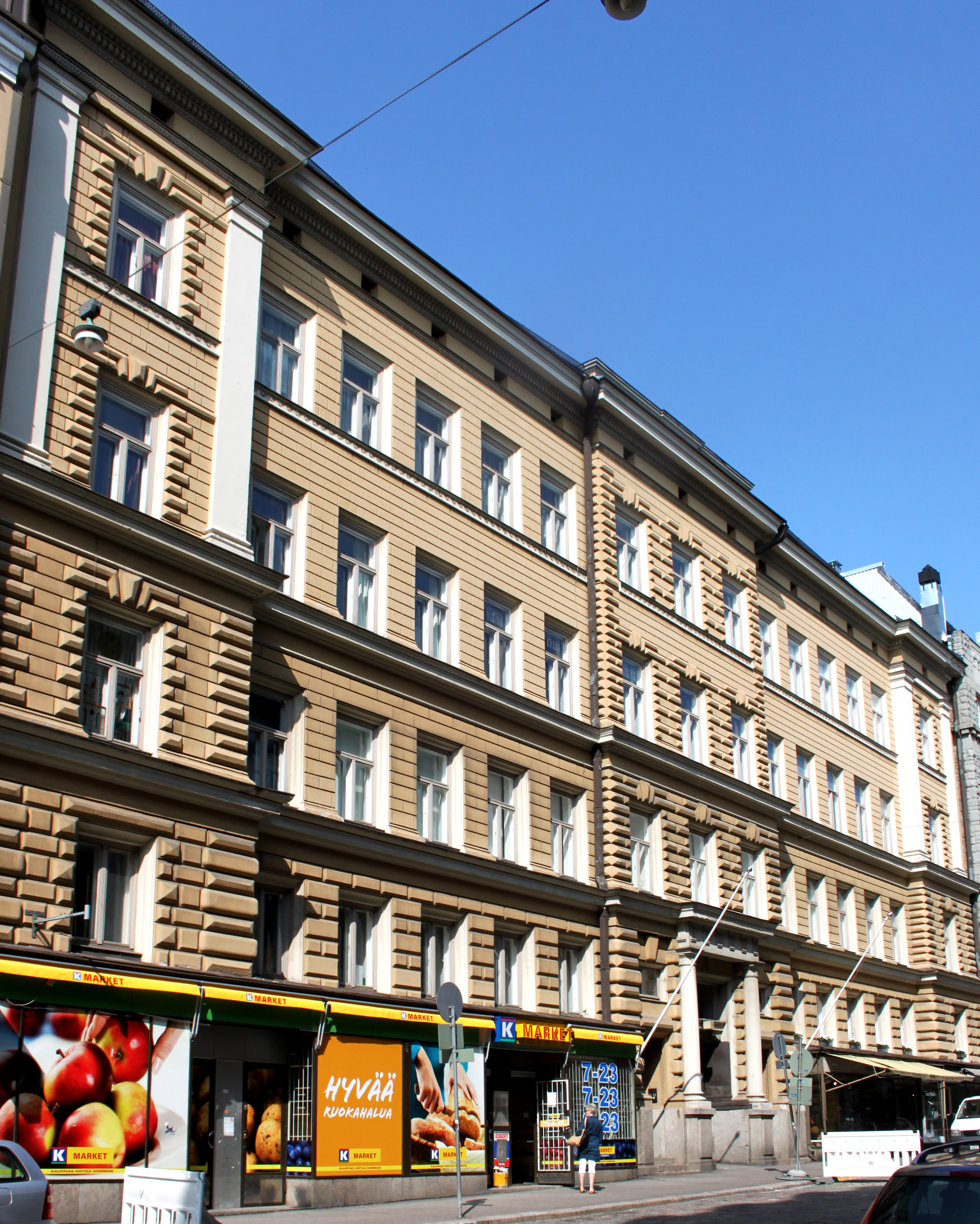
Liisankatu 19, Helsinki.